# Bhaisajyaguru

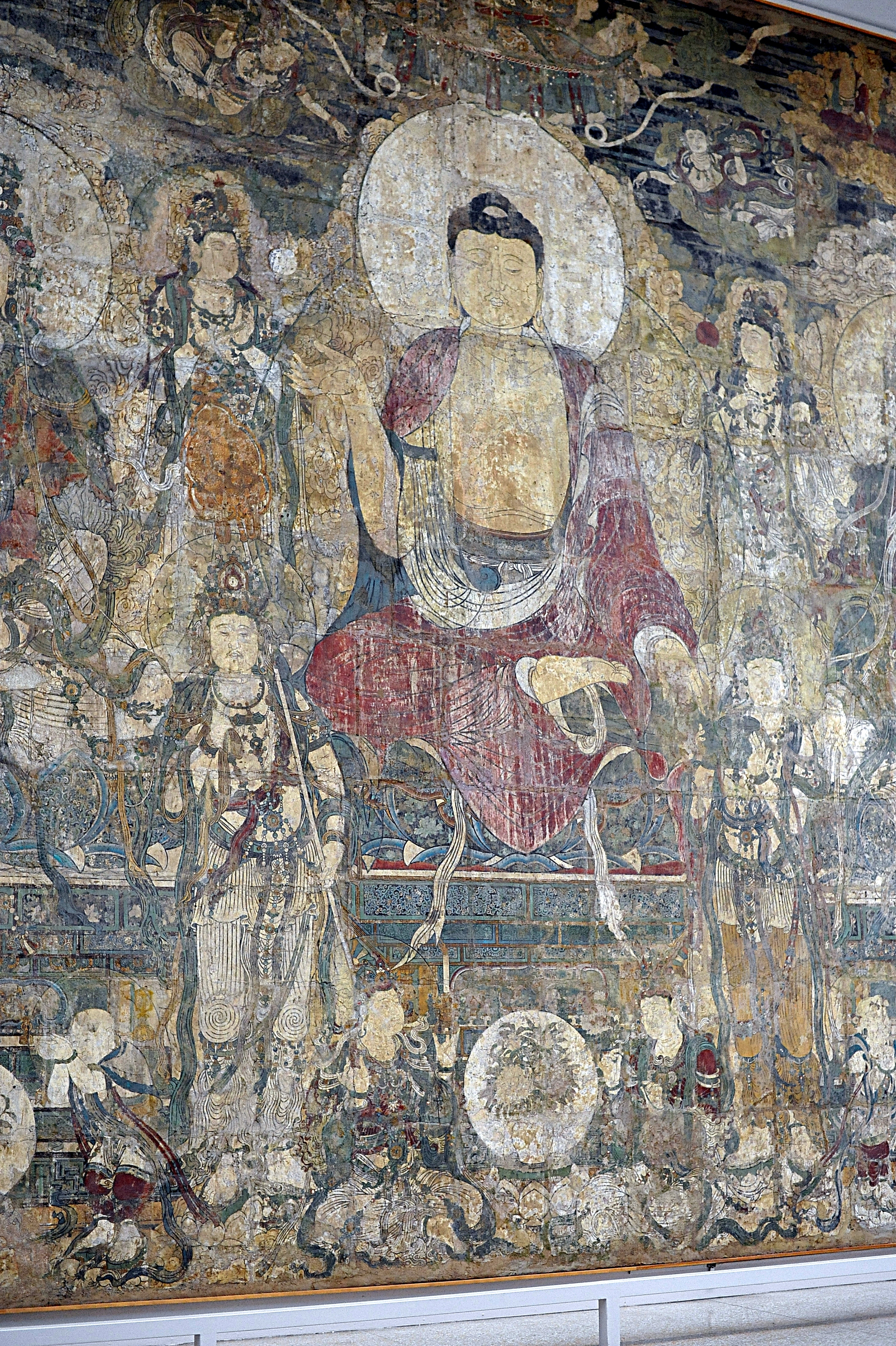
O pictură a lui Buddha Bhaisajyaguru din China.

Bhaisajyaguru este un Buddha din budismul Mahayana. Multe secte budiste din Asia de Est, venerează acest Buddha, considerândul un medic care vindecă suferința prin învățăturile sale. De aceea mai este numit și Buddha al Medicinei. 
El apare în iconografie, de regulă însoțit de doi bodhisattva , sau de 12 războinici , probabil niște apărători împotriva spiritelor rele . El mai este venerat și în Budismul Vajrayana .